# یواس‌اس گلادیاتور (۱۸۷۶)
یواس‌اس گلادیاتور (۱۸۷۶) (به انگلیسی: USS Gladiator (1876)) یک کشتی بود که طول آن ۷۶ فوت ۱ اینچ (۲۳٫۱۹ متر) بود. این کشتی در سال ۱۹۱۸ ساخته شد.